# مصادفة

المصادفة أو الصُدفة أو الحدث الآني هو وقوع حدثان أو أكثر في نفس الوقت. وقد يكون ذلك في نفس المكان أو يبعدان عن بعضهما . ويهمنا في الفيزياء وقوع حدثان أنيا ويكون بينهما علاقة فيزيائية طبيعية أو تآثر نظرا لتعلق كل منهما بالآخر من وجهة السببية. فمثلا إذا فتحت مفتاح النور أضاء المصباح . فسبب إضاءة المصباح هو مرور التيار الكهربائي فيه عن طريق المفتاح الكهربائي.
أما إذا كنت جالسا تأكل ورن الهاتف فلا توجد علاقة بين الحدثين، وعملية الأكل لم تتسبب في رنين الهاتف . وإنما السبب في رنين الهاتف هو أن صديقك حاول الاتصال بك عن طريق تشغيله الهاتف .

## الشعور الحسي
بالنسبة إلى الإحساس الفسيولوجي نقول بأن حدثين قد وقعا آنيا إذا كان الوقت الفاصل بينهما أقصر من المدة الزمنية التي تفرق فيها إحدى الحواس بين الحدثين . وتبلغ تلك الفترة الزمنية للتفرقة بين حدثين متتابعين بالنسبة إلى الرؤية بين 20 إلى 30 مللي ثانية . وبالنسبة لحاسة السمع فتبلغ الفترة الزمنية للتفريق بين صوتين متتاليين 3 إلى 4 مللي ثانية . أي أننا نستطيع التفرقة بين صوتين متتاليين إذا كانت الفترة بينهما أكبر من أربع ثانيةثوان . أما إذا حدث صوتان وبينهما 2 مللي ثانية فقط فإننا لا نستطيع التفرقة بينهما ويبدوان لنا كما لو كانا قد حدثا آنيا ونشعر بهما كصوت واحد . عام

## روابط خارجية
- Collection of Historical Coincidence, nephiliman.com (web.archive.org)
- Unlikely Events and Coincidence, Austin Society to Oppose Pseudoscience
- Why coincidences happen, UnderstandingUncertainty.org
- The Cambridge Coincidences Collection, University of Cambridge Statslab
- The mathematics of coincidental meetings[وصلة مكسورة]
- Strange coincidences